# Marcantonio Bragadin (ufficiale)
Marcantonio Bragadin (Roma, 6 ottobre 1906 – Roma, 11 giugno 1986) è stato un ufficiale, saggista e sceneggiatore italiano.
Prestò servizio nella Regia Marina e nella Marina Militare italiane e, negli anni 1950, fu autore di libri e sceneggiature di film storici.

## Biografia
Oltre ad occuparsi di argomenti specialistici, fece opera di divulgazione scrivendo nel 1949 il libro Che ha fatto la Marina? 1940-45, per portare all'attenzione del grande pubblico le vicende della Regia Marina durante gli eventi bellici, delle quali per ragioni di censura era stata impedita la divulgazione; il libro venne concepito nel 1942, quando prestava servizio a Supermarina, e dopo una lunga lavorazione fu pubblicato insieme a statistiche che illustrano e sintetizzano le operazioni belliche.
Marcantonio Bragadin era discendente del nobile militare veneziano Marcantonio Bragadin, trucidato dopo essersi arreso al termine di una lunga ed eroica resistenza ai turchi guidati da Lala Mustafa Pascià nell'assedio di Famagosta del 1570-1571.

## Opere
- Arditi del mare, Verona, Mondadori, 1942.
- Vittoria sui mari di Roma. 15 giugno XX, Verona, Mondadori, 1942.
- Che ha fatto la Marina? 1940-45, Milano, Garzanti, 1949, prima edizione,  pp. 611, con illustrazioni, foto in b/n, cartine e schede, ISBN non esistente.
- La marina italiana nella seconda guerra mondiale (1940-43), Lega Navale S.d., 1950.
- Repubbliche italiane sul mare, Milano, Garzanti, 1951.
  - Storia delle repubbliche marinare, Odoya, Bologna, 2010 (riedizione).
- Il dramma della marina italiana 1940-1945. Milano, Oscar Mondadori, 1982.
  - La marina italiana 1940-1945 - Segreti bellici e scelte operative, Bologna, Odoya, 2011 (riedizione).
- SIM, SIS e SIA – Operazione Rigoletto – Da Roma a Mosca. “Storia Illustrata”, numero speciale – Lo spionaggio nella Seconda Guerra Mondiale – vol. XXIII, n. 144, Novembre 1969, pp. 28–38.

## Filmografia
Partecipò a diversi film italiani di argomento bellico del secondo dopoguerra come sceneggiatore, ispettore di produzione, consulente ed anche aiuto-regista:
- I sette dell'Orsa maggiore, regia di Duilio Coletti (1953)
- Divisione Folgore, regia di Duilio Coletti (1954)
- Siluri umani, regia di Antonio Leonviola (1954), in questo film, che ripercorre un episodio di guerra a cui prese parte, appare inoltre anche come personaggio, interpretato da Emilio Cigoli.
- La grande speranza, regia di Duilio Coletti (1955)[4]
- Il prezzo della gloria di Antonio Musu (1956)
- L'avventuriero, regia di Terence Young (1967)[5]